# Yeshe Wangden
Yeshe Wangden (Kham) was een 20e-eeuws Tibetaans geestelijke.
Wangden studeerde in de kloosters van Drepung en Gyütö. In Gyütö trad hij later aan als chantleider en hoofd onderwijs, en werd hij hoofdabt van het klooster. Daarna werd hij Sharpa Choje van het klooster Ganden Shartse.
Vervolgens werd hij de drieënnegentigste Ganden tripa van 1933 tot 1939 en daarmee de hoofdabt van het klooster Ganden en hoogste geestelijke van de gelugtraditie in het Tibetaans boeddhisme.
Wangden werd beschouwd als een machtig tantrisch meester. Naar verluidt zou hij de regering van historisch Tibet hebben bevrijd van kwade geesten. Na het overlijden van de dertiende dalai lama was hij een van de gegadigden in de opvolgingsperikelen om aan te treden als regent van Tibet. Die rol zou echter in handen komen van de op dat moment 24 jaar oude vijfde Reting rinpoche, Jampäl Yeshe Gyaltsen.
Zijn wedergeboorte leeft voort als eerste tulku van de Minyak Tritrül (mi nyag khri sprul).